# Гутьеррес, Хонас
Хона́с Мануэ́ль Гутье́ррес (исп. Jonás Manuel Gutiérrez; 5 июля 1983, Саэнс-Пенья, провинция Буэнос-Айрес, Аргентина) — аргентинский футболист, крайний полузащитник. Участник чемпионата мира 2010 года в составе национальной сборной Аргентины.

## Биография

### Клубная карьера
Родился в Аргентине, в провинции Буэнос-Айрес. Профессиональную карьеру начал в «Велес Сарсфилд», где выступал с 2001 года по 2005. С аргентинским клубом выиграл Чемпионат Аргентины (Клаусура) в 2005.

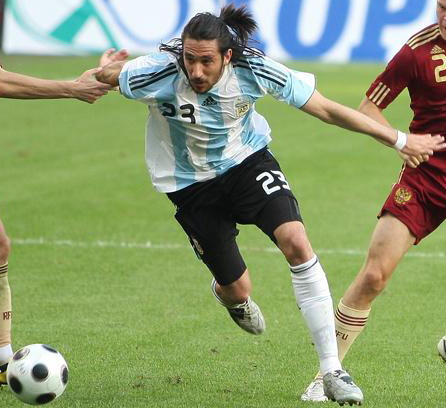
Гутьеррес в составе сборной Аргентины в 2009

В том же году перешёл в «Мальорку», в которой за три сезона провёл около 100 матчей, забив 5 мячей.
2 июля 2008 года подписал 5-летний контракт с английским клубом «Ньюкасл Юнайтед», выбрав 18-й номер. Дебютировал за «сорок» в первом же матче-открытии того сезона, 18 августа против «Манчестер Юнайтед» (1:1).
12 января 2014 года в своём твиттере футболист написал: «Спасибо за ваши сообщения. Я наслаждался пребыванием в команде незабываемые 5 лет. Я надеюсь, что клуб закончит сезон высоко в таблице с моими товарищами по команде».
14 января 2014 года на правах аренды перешёл в «Норвич Сити».
В июне 2015 года было объявлено о том, что «Ньюкасл» не стал продлевать контракт с полузащитником.
1 сентября 2015 года, на правах свободного агента перешёл в испанский клуб «Депортиво Ла-Корунья».

### Международная карьера
Провёл 22 матча за сборную Аргентины. Бывший главный тренер этой сборной, Диего Марадона так отзывался о футболисте: «У меня есть Месси, Маскерано, Хонас и ещё восемь игроков».

## Прозвища
Своё прозвище «Человек-паук» Гутьеррес получил во время выступления в испанской «Мальорке», где он праздновал забитые голы, надевая маску «Человека-паука». Впервые он это сделал в победном матче против «Осасуны» в мае 2007 года. Как позже сказал сам футболист, он это сделал ради молодых поклонников команды, которым пообещал посвятить свой следующий гол. Впоследствии он сделал это традицией и после каждого гола надевал маску.
После перехода в «Ньюкасл» болельщики «сорок» стали называть Гутьерреса «Spider-Mag», что является отсылкой к прозвищу команды «magpies».
Гутьеррес любит себя называть «el galgo», что по-испански означает грейхаунд.

## Болезнь
В сентябре 2014 года стало известно о болезни Гутьерреса — у него обнаружен тестикулярный рак. Футболист сразу же перенёс операцию по удалению левого яичка. Кроме того, Хонас прошёл обширный курс химиотерапии.
3 ноября 2014 года в своём твиттере футболист сообщил о том, что победил рак. 5 марта 2015 года Гутьеррес впервые после болезни появился на поле, выйдя на замену в поединке с «Манчестер Юнайтед» и получив на эту игру капитанскую повязку.

## Достижения
- Чемпион Аргентины (1): 2005 (Клаусура).
- Победитель Чемпионшипа (1): 2009/10.
- Обладатель Южноамериканского кубка (1): 2017.